# Drum național 39C
Der Drum național 39C (rumänisch für „Nationalstraße 39C“, kurz DN39C) ist eine Hauptstraße in Rumänien, die den Drum național 39 mit dem Badeort Neptun verbindet.

## Verlauf
Die Straße beginnt am Drum național 39 (Europastraße 87) und endet nach 2,3 Kilometern in Neptun am Drum național 39B.